# Rosalino Pilo
Rosalino Pilo ( Palermo, 15 de Julho de 1820 – San Martino delle Scale perto a Monreale, 21 de maio de 1860), quarto filho do Conde Gerolamo di Capaci e de Antonia Gioeni do principado de Bolonha e de Petrulla, foi um patriota italiano. Participou da revolução de 1848 contra o regime bourbônico. Quando os liberais se insurgiram na cidade natal, exerceu o comando das baterias e da artilharia palermitanas, desde o começo até quando a cidade foi forçada a capitular.

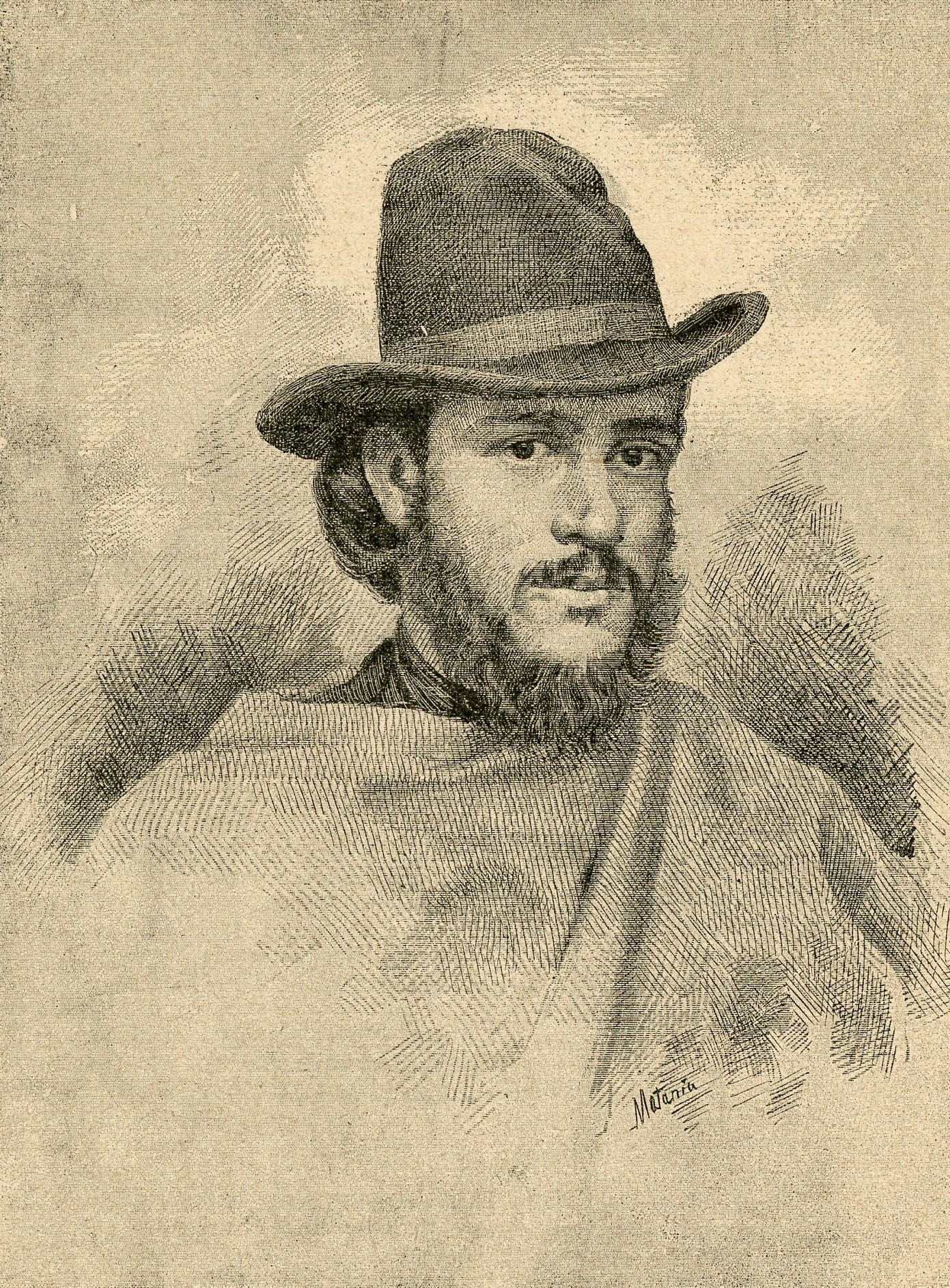
Rosalino Pilo

## Tentativas e morte
Com a repressão e o fracasso do movimento, Rosalino Pilo partiu para o exílio na Marselha e depois em Gênova. Ali frequentou a Giuseppe Mazzini, mantendo contato com outros exilados sicilianos, conheceu e apaixonou-se por Rosetta Borlasca. 
Durante o movimento fracassado de 1853 em Milão, Rosalino foi para Torino para cobrir a fuga dos conspiradores que tentavam se expatriar. Ali conheceu Giuseppe Piolti, agente mazziniano, com o qual não compartilhou do propósito de provocar a agitação da população local. Pilo era mais propenso à guerrilha e, com este intuito, iniciou contatos com Carlo Pisacane para abrir uma frente revoltosa na Sicília.
No começo de dezembro deste mesmo ano Rosalino Pilo embarcou de Gênova num barco a vapor inglês direto a Malta com intenção de unir-se à revolta conduzida pelo barão Francesco Bentivegna. Mas, desembarcando em Malta, sabe do fracasso da tentativa e não pode fazer mais nada além de retornar a Gênova.
Ali encontrou Carlo Pisacane, aderindo entusiasticamente ao seu projeto de guerrilha que patiria de Sapri para sublevar a Campânia e uni-la a Nápoles. 
Uma primeira tentativa deu-se a 6 de junho de 1857, embarcando num bote direto para a ilha de Moltecristo com diversos guerrilheiros e um carregamento de armas necessárias à expedição, como predecessora da ida de Carlo Pisacane. O acordo com Pisacane previa que ambos se juntariam na ilha. Durante a travessia, entretanto, foi atingido por uma tempestade que forçou-lhes jogar ao mar todo o armamento. A Pilo restou apenas retornar a Gênova para comunicar aos demais conspiradores e não comprometer toda a missão.
A tentativa definitiva iniciou-se com a partida de Pisacane e os seus, a 25 de junho. Pilo foi novamente encarregado de transportar os aramamentos e partiu em pleno dia, a bordo de um pesqueiro, novamente combinado de reunir-se na ilha a Pisacane. Mas, novamente, talvez pela inexperiência de Pilo como navegador ou por infortúnio, acabou desviando-se da rota planejada e não pôde reunir-se ao companheiro, retornando a Gênova, deixando-o sem os reforços e as armas que eram necessárias. Uma vez em Gênova não pôde fazer nada mais que acompanhar as notícias do Sul da Itália. O governo piemontês, entretanto, aplicou medidas repressivas contra os conspiradores e Mazzini teve que fugir para Londres, enquanto Pilo foi refugiar-se em Malta.
Ao 28 de março de 1860, junto a Giovanni Corrado, apressou-se em voltar à Sicília ao primeiro chamado de Garibaldi à frente dos Mil e, diante dum grupo de voluntários, uniu-se à coluna garibaldina que marchava para Palermo. 
Num recontro com os bourbônicos caiu ferido na fronte, seis dias antes que sua cidade fosse conquistada para sempre.
À sua memória foi conferida, a 30 de setembro de 1862, a medalha de ouro do valor militar, com esta justificativa:
"Morto em campo combatendo com valor em San Martinho de Monreale a 21 de maio de 1860"(Morto sul campo combattendo con valore a San Martino di Monreale il 21 maggio 1860.)